# 中井珠子
中井 珠子（なかい たまこ、1949年7月26日 - ）は、日本のフランス語学者・翻訳家。白百合女子大学教授。
旧名は柏岡 珠子（かしおか たまこ）。

## 略歴
東京都生まれ。都立日比谷高校を経て、国際基督教大学教養学部卒業。パリ第7大学大学院修了。
1996年から1998年にかけてNHKラジオ、NHKテレビのフランス語講座を担当。
甲南女子大学助教授、白百合女子大学文学部助教授、教授。1996年頃、柏岡から中井に変わった。

## 著書
- 『すぐに役立つはじめてのフランス語』（柏岡珠子名義、日本放送出版協会） 1992
- 『これで通じる! 花ばあちゃんのフランス語』（日本放送出版協会） 2002
- 『フランス語はじめの一歩』（ちくま新書） 2002

### 共著
- 『フランス語作文の基礎』（福井芳男, 柏岡珠子名義共著、駿河台出版社） 1984
- 『コレクション・フランス語 1 (入門)』（田島宏編、曽我祐典, 小石悟, 中川努, 古石篤子共著、白水社） 1988
- 『コレクション・フランス語 2 (初級)』（田島宏編、古石篤子, 小石悟, 中川努, 曽我祐典共著、白水社） 1989
- 『コレクション・フランス語 4 (話す)』（田島宏編、中川努, 古石篤子, 東浦弘樹, 曽我祐典, 小石悟共著、白水社） 1991
- 『映画に行こう シナリオから表現へ』（川合ジョルジェット, 柏岡珠子名義共編、白水社） 1993
- 『コレクション・フランス語 6 (聞く)』（田島宏編、大木充, 古石篤子共著、白水社） 1994
- 『発見! フランス語教室』（共著、第三書房） 1994
- 『フランス人が日本人によく聞く100の質問』（福井芳男, 柏岡珠子名義共著、三修社） 1996
- 『電話のフランス語トレーニング 日常生活・ビジネス編』（編、第三書房） 1999
- 『フランス語 聞く・話す・読む・書く』（中川努, 曽我祐典共著、白水社） 2008
- 『フランス語2020』（中川努, 曽我祐典共著、白水社） 2011
- 『フランス語入門2 ’12』（宮下志朗編著、放送大学教育振興会） 2012
- 『フランス人が日本人によく聞く100の質問 フランス語で日本について話すための本 全面改訂版』（南玲子, 飯田良子共著、三修社） 2013

## 翻訳
- 『フランス - 風土と生活』（ジャック・プズー、柏岡珠子名義訳、三修社） 1982
- 『パプーリとフェデリコ』全3巻（ガブリエル・バンサン、今江祥智共訳、ブックローン出版） 1996
- 『自殺する子どもたち 自殺大国フランスのケア・レポート』（エレーヌ・リザシェ, シャンタル・ラバット、白根美保子共訳、筑摩書房） 1997
- 『はじめてのたまご売り』（ラスカル文、イザベル・シャトゥラール絵、BL出版） 1997
- 『トン,トン! クリック・クラックさん!』（アラン・セール作、マルタン・ジャリ絵、BL出版） 1998
- 『おはなしこねずみロミュアルド』（アンヌ・ジョナス作、フランソワ・クロザ絵、フレーベル館） 1999
- 『カモ少年と謎のペンフレンド』（ダニエル・ペナック、白水社） 2002、のち白水Uブックス
- 『月と少年』（エリック・ピュイバレ絵・文、アシェット婦人画報社） 2004
- 『くいしんぼうのゴワンフレット 日本語版』（テオ文、ボワリ絵、アシェット婦人画報社） 2005
- 『コンヴェルサスィオン 中級フランス語会話へのステップ』（シダリア・マルティンス, ジャン=ジャック・マビラ、Les Editions Didier） 2005
- 『そらをとんだ本』（ピエール・ロリ文、レベッカ・ドートゥルメール絵、講談社） 2005
- 『ねむれないこぶた 日本語版』（セシル・ユドゥリジエ絵・文、アシェット婦人画報社） 2005
- 『気まぐれ少女と家出イヌ』（ダニエル・ペナック、白水社） 2008
- 『アトリエのきつね』（ロランス・ブルギニョン作、ギ・セルヴェ絵、BL出版） 2011
- 『チェスをする女』（ベルティーナ・ヘンリヒス、筑摩書房） 2011
- 『ロベール・クレ仏和辞典』（Josette Rey-Debove原監修、西村牧夫, 鳥居正文, 飯田良子, 曽我祐典, 菊地歌子, 井元秀剛, 増田一夫共編訳、駿河台出版社） 2011

## 論文
- ＜柏岡珠子
- ＜中井珠子